# Toy Story 3: Příběh hraček
Toy Story 3: Příběh hraček je americká animovaná, dobrodružná komedie režiséra Lee Unkricha. Film z produkce filmové společnosti Disney-Pixar je volným pokračováním úspěšných filmů Toy Story – Příběh hraček a Toy Story 2: Příběh hraček. Příběh filmu se opět odehrává v kouzelném světě hraček. Hlavní hrdiny Woodyho a Buzzyho namluvili opět Tom Hanks a Tim Allen.

## Děj
Andymu je 17 let a připravuje se na vysokou školu. Se svými hračkami si už roky nehrál a většina z nich odešla. Kromě Woodyho, Buzze Rakeťáka, Jessie, Bulíka, Rexe, Slinkyho, Hamma, pana Brambůrka a paní Brambůrkové, mimozemšťanů a tří vojáčků. Hračky čeká velmi nejistá budoucnost, o které stále přemýšlí. Andy má v úmyslu vzít Woodyho na vysokou školu a ostatní hračky dát do pytle na odpadky a schovat je na půdu. 
Andyho matka si však splete tašku s hračkami s odpadky a postaví ji na chodník vedle popelnice. Hračky těsně uniknou popelářskému autu, a jelikož si myslí, že je Andy odhodil, vlezou do krabice v autě Andyho matky s Mollyho starou panenkou Barbie, směřující do Slunečné školky. Ačkoliv se Woody snaží hračky přesvědčit, že Andy s nimi měl jiné úmysly, hračky mu to nevěří a myslí si, že Slunečná pro ně bude parádní místo.
Ve Slunečné jsou hračky přivítány ostatními hračkami, které vede medvídek s jahodovou vůní Mazel. Hračky se také dozvěděly, že ve Slunečné budou stále děti, které si s nimi budou hrát, jelikož zde stále přichází nové. Panenka Barbie se navíc zamiluje do panenky Ken.
Woody se pokusí vrátit domů, ale místo toho ho najde holčička ze Slunečné jménem Bonnie, která si ho vezme domů a hraje si s ním a dalšími jejími hračkami. Bonnieiny hračky jsou v šoku, že se Woodymu ze Slunečné povedlo utéct, a klaun Chukles s hračkami vysvětlí Woodymu, že on, Mazel a Batole patřili původně dívce jménem Daisy, ale během rodinného výletu se ztratily. Když se dostali domů, Mazel zjistil, že byl nahrazen jiným medvídkem. Rozhořčený lhal Batoleti a řekl, že Daisy nahradila všechny hračky. I Batole, i Chucklse. A tak se společně vydali do Slunečné, kde Mazel začal hráčkám velet, nastavil diktaturu a proměnil ji ve vězení hraček. Chuckles byl nakonec rozbit a později nalezen Bonnie, která si ho vzala k sobě domů.
Poté, co si s Andyho hračkami velmi drsně pohrají batolata, požádá Buzz Mazla, aby hračky přesunul do třídy, kam chodí starší děti, ale Mazel přepne Buzze na původní tovární nastavení, čímž mu vymaže paměť. Paní Bramborová skrz oko, které ztratila v Andyho pokoji, vidí Andyho, jak je hledá. Uvědomují si, že Woody říkal pravdu o Andyho záměrech a snaží se odejít, ale s pomocí nyní zlého Buzze jsou Mazlovi stoupenci uvězněni.
Woody se vrací na Slunečnou, kde mu Telefon řekne, že jediný způsob, jak ze Slunečné uniknout, jsou odpadky. Andyho hračky si podmanily Buzze, ale omylem ho přepnuly do jeho španělského režimu. Buzz se spojil s Woodym a zamiluje se do Jessie. Hračky se dostanou na popelnici, ale jsou zahnány do kouta Mazlovým gangem. Woody odhaluje Mazlovu lež s Batoletem, které po hádce shodí Mazla do popelnice a zavře za ním víko. Jak se blíží popelářské auto, hračky se snaží odejít, ale Mazel stáhne Woodyho za nohu do popelnice. Zbytek Andyho hraček skočí za ním a všichni jsou vysypáni do popelářského vozu. Buzz se vrátí do normálu poté, co na něj spadne televize uvnitř popelářského auta.
Vůz odveze hračky na skládku, kde jsou shozeny na pás vedoucí do spalovny. Poté, co se Woody a Buzz těsně vyhnuli drtiči, pomohou Mazlovi dosáhnout tlačítka nouzového zastavení. Mazel je ale opustí a nechá je spadnout do spalovny. Hračky pochopí svůj osud a chytí se navzájem za ruce. Na poslední chvíli je ale zachrání mimozemšťané obsluhující drápový jeřáb. Mazel je později nalezen řidičem popelářského vozu, který ho připoutá k mřížce chladiče svého vozu. Woody a ostatní hračky skočí na jiné popelářské auto, které je odveze zpět do Andyho domu.
Woody zanechá poznámku pro Andyho, který si myslí, že poznámka pochází od jeho matky. Na poznámce se píše, aby hračky daroval Bonnie. Andy to udělá a představí Bonnie hračky individuálně. K Andymu překvapení je Woody na dně dárkové krabičky a Bonnie ho pozná. Ačkoli Andy zpočátku váhá, nakonec předá Bonnie i Woodyho a hrají si spolu, než musí odjet. Woody a další hračky jsou svědky Andyho odchodu, když s Bonnie začínají svůj nový život.
V epilogu filmu provedly Barbie, Ken a Batole obrovská vylepšení Slunečné a udržují kontakt s hračkami Bonnie prostřednictvím dopisů.